# Fuscicupes parvus
Fuscicupes parvus is een keversoort uit de familie Ommatidae. De wetenschappelijke naam van de soort is voor het eerst geldig gepubliceerd in 1990 door Hong & Wang.